# Montceaux-l’Étoile
Montceaux-l’Étoile település Franciaországban, Saône-et-Loire megyében. Lakosainak száma 297 fő (2022. január 1.). Montceaux-l’Étoile Saint-Yan, Anzy-le-Duc, L’Hôpital-le-Mercier, Saint-Didier-en-Brionnais, Versaugues és Vindecy községekkel határos.

## Népesség
A település népességének változása:
| Lakosok száma | 302  | 298  | 301  | 290  | 290  | 290  | 289  | 293  | 297  |
|               | 2013 | 2015 | 2016 | 2017 | 2018 | 2019 | 2020 | 2021 | 2022 |